# موسى أندرسون
موسى أندرسون (بالإنجليزية: Moses Anderson)‏ هو كاهن كاثوليكي أمريكي، ولد في 9 سبتمبر 1928 في سلما في الولايات المتحدة، وتوفي في 2013 في ليفونيا في الولايات المتحدة.